# Бурк, Деннис
Деннис Бурк (англ. Dennis Burkh; 5 октября 1935, Сан-Франциско — 13 июля 2008, Чикаго) — американский дирижёр.
Сын эмигрантов — русского и польки. С четырёх лет начал учиться играть на фортепиано и уже в пять лет выступил с первым концертом. Однако уже к 17 годам Бурк решил посвятить себя дирижированию, которое изучал в Нидерландах и Италии.
В 1957—1960 гг. ассистент дирижёра в Штутгартской опере (под руководством Фердинанда Ляйтнера), затем в 1960—1966 гг. ассистент дирижёра в оперном театре Ла Скала (под руководством Антонино Вотто).
В 1966—1983 гг. преподавал в Университете штата Мичиган, одновременно руководил оперной труппой и выступал как приглашённый дирижёр с различными коллективами. В 1984—1990 гг. преподавал в Университете Массачусетса в Амхерсте, возглавляя также действующий в Амхерсте Оркестр пяти колледжей.
В 1990—1991 гг. главный дирижёр Филармонического оркестра имени Яначека в Чехии. Записал с этим коллективом три скрипичных концерта Анри Вьётана (солист Миша Кейлин) для лейбла Naxos, альбом музыки современного американского композитора Майкла Уэйлена и несколько скрипичных концертов с Рагин Венк-Вольф — Третий концерт Енё Хубаи стал в 2002 году последней работой Бурка, вынужденного завершить карьеру из-за болезни Паркинсона. Из более ранних записей Бурка наибольший успех завоевал диск 1975 года с произведениями Джорджа Гершвина «Рапсодия в стиле блюз» (солист Йозеф Гала) и «Американец в Париже», записанный со Словацким филармоническим оркестром, — общий тираж этой многократно переиздававшейся записи превысил миллион экземпляров.